# Cargill Gilston Knott
Pour les articles homonymes, voir Knott.
Cargill Gilston Knott (30 juin 1856 - 26 octobre 1922) est un physicien et mathématicien écossais qui est pionnier dans le domaine de la sismologie. Commençant sa carrière au Japon, il devient plus tard compagnon de la Royal Society, secrétaire de la Royal Society of Edinburgh, et président de la société météorologique d'Écosse.

## Biographie

### Enfance et formation
Knott est à né à Penicuik dans le Midlothian. Scolarisé au lycée d'Arbroath, il intégra ensuite l'université d'Édimbourg où il rencontra James Alfred Ewing. Il travailla sur l'électricité et le magnétisme et obtint son doctorat en 1879.
Knott est le beau-frère de l'écrivain James Main Dixon.

### Au Japon
Peu après la restauration de Meiji de 1868 au Japon, le gouvernement japonais commence un vaste programme de construction de phares côtiers afin de faciliter la navigation et le commerce extérieur et embauche pour cela l'ingénieur écossais Richard Henry Brunton. Celui-ci réalise très vite que les nouveaux phares devraient forcément pouvoir résister aux tremblement de terre, fréquents au Japon, et il exhorte les autorités à embaucher d'autres scientifiques britanniques pour introduire les dernières découvertes de la science occidentale et, ainsi, espérer mieux comprendre les séismes, savoir les prédire, et peut-être aussi réussir à atténuer leur pouvoir destructeur. John Milne est engagé en 1874 en tant que professeur de géologie et de minage, et James Alfred Ewing en 1878 en tant que professeur de physique et d'ingénierie à l'université impériale de Tokyo. Avec des collègues japonais, Milne, Ewing, Briton, Thomas Lomar Gray et d'autres, mettent au point un prototype du sismographe moderne.
Lorsqu'Ewing retourne en Écosse en 1883, le recteur de l'université impériale de Tokyo écrit à Lord Kelvin pour lui demander qui il recommanderait pour succéder à Ewing. Lord Kelvin désigne Knott, une recommandation soutenu par Ewing lui-même. Ainsi, Knott devient professeur de physique et d'ingénierie à l'université impériale de Tokyo. Pendant neuf ans, il travaille étroitement avec Milne, Gray et le sismologue japonais Omori Fusakichi pour établir un réseau de sismomètres de surveillance dans tous l'empire du Japon. Knott enseigne également les mathématiques, l'acoustique et l'électromagnétisme à l'université impériale de Tokyo.
Knott entreprend la première étude géomagnétique du Japon, assisté par le géophysicien Aikitsu Tanakadate, grâce à laquelle est dessinée la première carte japonaise des zones sensibles aux tremblements de terre. Knott contribue significativement aux calculs mathématiques et aux analyses de données. L'une de ses innovations est d'appliquer la technique de l'analyse de Fourier dans la détection des séismes. Deux chapitres de son livre de 1908 The Physics of Earthquake Phenomena sont consacrés à cette méthode. Knott espère qu'elle permettrait de mieux prévoir les apparitions prochaines de tremblements de terre. 
Avant de quitter le Japon en 1891, Knott est décoré de l'ordre du Soleil levant des mains mêmes de l'empereur Meiji.

### Retour en Écosse
Pendant son séjour au Japon, Knott commence à développer des équations mathématiques décrivant comment les vibrations sismiques sont réfléchies et transmises entre la surface et le fond de la mer. Après être retourné à l'université d'Édimbourg en 1892, il élargit ses recherches en décrivant le comportements des ondes sismiques entre deux types de roches différentes. Les "équations de Knott" sont à la base de nombreux développements en sismologie, comme pour les techniques modernes de prospection du pétrole et du gaz naturel.
Après être rentré en Écosse, Knott reprend son travail de mathématicien, développant l'algèbre des quaternions de son professeur et mentor Peter Guthrie Tait. Lorsque l'obligation de faire une algèbre linéaire unique est apparu dans les années 1890 et que les révisionnistes commencent à publier des articles, Knott participe au mouvement avec son article majeur "Récentes innovations en théorie vectorielle". Comme M.J. Crowe le rappelle dans son livre, ce document convainc les théoriciens rétifs qui espéraient trouver une associativité dans des systèmes tels que les quaternions hyperboliques. Knott note :
« L'hypothèse que le carré d'un vecteur unitaire soit positif conduit à une algèbre dont la caractéristique est que les quantités sont non-associatives. »
Knott néglige évidemment l'existence des anneaux de coquaternions. Néanmoins, Crowe déclare que Knott "écrivait avec soin et minutie" et que "seul Knott connaissait bien son système d'opposants". 
Pour faire un manuel sur les quaternions, les professeurs et les élèves se sont appuyés sur le livre Introduction to Quaternions de Tait & Kelland publié en 1873 et 1882. Il semblerait que Knott préparait une troisième édition en 1904. D'ici là, The Universal Algebra d'Alfred North Whitehead (1898) prenait en compte certains fondements des quaternions que les étudiants rencontraient en algèbre matricielle. Dans l'introduction de Knott pour les manuels scolaires, il déclare "Analytiquement, le quaternion est maintenant connu pour avoir sa place dans la théorie générale des nombres complexes et des groupes contigus...". Ainsi il était conscient de la diversité rencontrée dans les mathématiques modernes, et que les quaternions n'étaient qu'un élément parmi d'autres. 
Pendant son séjour au Japon, Knott est élu compagnon de la Royal Society of Edinburgh. Il en devient secrétaire général en 1912. Il est aussi l'un des fondateurs de la société de mathématiques d'Édimbourg. Knott est socialement actif dans sa communauté, par exemple dans l'enseignement de l'école du dimanche et dans les affaires religieuses avec l'église libre unie d'Écosse. Il meurt dans sa demeure de Newington à Édimbourg le 26 octobre 1922.

## Publications partielles
- Earthquake Frequency (1886)
- Electricity and Magnetism (1893)
- The Physics of Earthquake Phenomena (1908)
- Life and Scientific Work of Peter Gutherie Tait. Supplementing the Two Volumes of Scientific Papers Published in 1898 and 1900 (1911)
- Physics, An Elementary Textbook (1913)
- Napier tercentenary memorial volume (1915)
- The Propagation of Earthquake Waves through the Earth (1920)